# Trophée de France 2000
Navigation
Édition précédente Édition suivante
Le Trophée de France est une compétition internationale de patinage artistique qui se déroule en France au cours de l'automne. Il accueille des patineurs amateurs de niveau senior dans quatre catégories: simple messieurs, simple dames, couple artistique et danse sur glace. En 2000 il s'appelait également Trophée Lalique.
Le quatorzième Trophée de France est organisé du 23 au 26 novembre 2000 au palais omnisports de Paris-Bercy. Il est la cinquième compétition du Grand Prix ISU senior de la saison 2000/2001.

## Résultats

### Messieurs
| Rang | Nom                 | Pays          | Points | Prog. court | Prog. libre |
| ---- | ------------------- | ------------- | ------ | ----------- | ----------- |
| 1    | Aleksey Yagudin     | Russie        | 1.5    | 1           | 1           |
| 2    | Stanick Jeannette   | France        | 4.0    | 4           | 2           |
| 3    | Roman Serov         | Russie        | 4.0    | 2           | 3           |
| 4    | Vincent Restencourt | France        | 7.5    | 3           | 6           |
| 5    | Vitaly Danilchenko  | Ukraine       | 8.0    | 6           | 5           |
| 6    | Ryan Jahnke         | États-Unis    | 8.5    | 9           | 4           |
| 7    | Gabriel Monnier     | France        | 9.5    | 5           | 7           |
| 8    | Konstantin Kostin   | Lettonie      | 13.0   | 8           | 9           |
| 9    | Patrick Meier       | Suisse        | 14.0   | 12          | 8           |
| 10   | Szabolcs Vidrai     | Hongrie       | 15.0   | 10          | 10          |
| 11   | Makoto Okazaki      | Japon         | 15.5   | 7           | 12          |
| 12   | Han Jong-In         | Corée du Nord | 16.5   | 11          | 11          |

### Dames
| Rang | Nom                 | Pays             | Points | Prog. court | Prog. libre |
| ---- | ------------------- | ---------------- | ------ | ----------- | ----------- |
| 1    | Maria Butyrskaya    | Russie           | 1.5    | 1           | 1           |
| 2    | Viktoria Volchkova  | Russie           | 3.0    | 2           | 2           |
| 3    | Jennifer Kirk       | États-Unis       | 5.0    | 4           | 3           |
| 4    | Vanessa Gusmeroli   | France           | 5.5    | 3           | 4           |
| 5    | Jennifer Robinson   | Canada           | 8.0    | 6           | 5           |
| 6    | Julia Soldatova     | Biélorussie      | 10.5   | 7           | 7           |
| 7    | Elina Kettunen      | Finlande         | 10.5   | 5           | 8           |
| 8    | Laëtitia Hubert     | France           | 11.5   | 11          | 6           |
| 9    | Shizuka Arakawa     | Japon            | 13.5   | 9           | 9           |
| 10   | Silvia Fontana      | Italie           | 14.5   | 7           | 11          |
| 11   | Diána Póth          | Hongrie          | 15.0   | 10          | 10          |
| 12   | Dirke O'Brien Baker | Nouvelle-Zélande | 18.0   | 12          | 12          |

### Couples
| Rang | Nom                                   | Pays       | Points | Prog. court | Prog. libre |
| ---- | ------------------------------------- | ---------- | ------ | ----------- | ----------- |
| 1    | Elena Berejnaïa / Anton Sikharulidze  | Russie     | 2.0    | 2           | 1           |
| 2    | Jamie Salé / David Pelletier          | Canada     | 2.5    | 1           | 2           |
| 3    | Kyoko Ina / John Zimmerman            | États-Unis | 4.5    | 3           | 3           |
| 4    | Sarah Abitbol / Stéphane Bernadis     | France     | 6.0    | 4           | 4           |
| 5    | Dorota Zagórska / Mariusz Siudek      | Pologne    | 7.5    | 5           | 5           |
| 6    | Pang Qing / Tong Jian                 | Chine      | 10.0   | 8           | 6           |
| 7    | Valérie Marcoux / Bruno Marcotte      | Canada     | 10.0   | 6           | 7           |
| 8    | Sabrina Lefrançois / Jérôme Blanchard | France     | 11.5   | 7           | 8           |
| 9    | Viktoria Shklover / Valdis Mintals    | Estonie    | 13.5   | 9           | 9           |

### Danse sur glace
| Rang | Nom                                     | Pays        | Points | Danse imposée | Danse originale | Danse libre |
| ---- | --------------------------------------- | ----------- | ------ | ------------- | --------------- | ----------- |
| 1    | Marina Anissina / Gwendal Peizerat      | France      | 2.6    | 1             | 2               | 1           |
| 2    | Irina Lobatcheva / Ilia Averboukh       | Russie      | 3.4    | 2             | 1               | 2           |
| 3    | Kati Winkler / René Lohse               | Allemagne   | 6.0    | 3             | 3               | 3           |
| 4    | Naomi Lang / Peter Tchernyshev          | États-Unis  | 8.0    | 4             | 4               | 4           |
| 5    | Isabelle Delobel / Olivier Schoenfelder | France      | 10.0   | 5             | 5               | 5           |
| 6    | Eliane Hugentobler / Daniel Hugentobler | Suisse      | 12.0   | 6             | 6               | 6           |
| 7    | Megan Wing / Aaron Lowe                 | Canada      | 14.0   | 7             | 7               | 7           |
| 8    | Marika Humphreys / Vitaly Baranov       | Royaume-Uni | 16.0   | 8             | 8               | 8           |
| 9    | Nelly Gourvest / Cedric Pernet          | France      | 18.0   | 9             | 9               | 9           |
| 10   | Gloria Agogliati / Luciano Milo         | Italie      | 20.4   | 11            | 10              | 10          |
| 11   | Zhang Weina / Cao Xianming              | Chine       | 21.6   | 10            | 11              | 11          |
| 12   | Rie Arikawa / Kenji Miyamoto            | Japon       | 24.0   | 12            | 12              | 12          |

## Sources
- (en) Résultats du Trophée Lalique 2000 sur le site de l'International Skating Union
- Résultats du Trophée Lalique 2000
- Patinage Magazine N°75 (Décembre 2000-Janvier 2001)